# Gisela Birkemeyerová
Gisela Birkemeyerová rozená Köhlerová (22. prosince 1931 – 26. března 2024) byla východoněmecká atletka, která na olympijských hrách v letech 1956 a 1960 získal dvě medaile v překážkách na 80 metrů. Během své kariéry vytvořila devět světových rekordů v překážkách na 80 m a ve štafetách 4 × 100 m, 4 × 110 yd a 4 × 200 m. Vyhrála 40 východoněmeckých šampionátů, většinou na 80 m překážek (1953–1961) a sprintu na 200 m (1956–1960). Na mistrovství Evropy ve Stockholmu v roce 1958 byla třetí na 80 metrů překážek. V roce 1959 byla zvolena Sportovkyní roku NDR. Začátkem roku 1957 se provdala za Heinze Birkemeyera a od roku 1960 startovala pod jeho jménem. Po ukončení sportovní kariéry pracovala jako trenérka.